# 풍무로
풍무로(豊舞路)는 인천광역시 서구 아라동에서 경기도 김포시 사우동까지 이르는 간선도로로, 총 연장은 약 2.6 km이다. 또한 해당 도로명은 본 도로가 통과하는 지역의 명칭인 "풍무"에서 유래되었다.

## 노선 정보
- 기점 : 인천광역시 서구 아라동 (유현사거리)
- 종점 : 김포시 사우동 (신사우사거리)
- 총 연장 : 2.6 km

## 통과하는 지자체
- 인천광역시 (서구)[A]
  - 아라동

- 경기도 김포시
  - 풍무동 - 사우동

## 접촉하는 도로
- 장제로[B]
- 원당대로
- 김포대로

## 주변 시설
주변 시설은 전 구간에 걸쳐 김포시에 속한다.
- 웰케어동물메디컬센터
- 유현마을 신동아아파트
- 당곡마을1단지 범양아파트
- 당곡마을2단지 현대아파트
- 센트럴메디프라자
- 세븐일레븐 김포풍무로점
- 카모메공장
- 스타벅스 김포풍무DT점
- 성문교회
- 김포주사랑교회
- NH농협은행 풍무중앙점
- 풍무동 행정복지센터
- 삼용아파트
- 양도마을 대림아파트
- 신안아파트
- 다미의원
- 이온유통
- 대산자동차공업사
- 이마트24 김포로또풍무로점
- 웰라움퍼펙트시티오피스텔
- 경희하나한의원
- 하임동물의료센터
- 홈플러스 김포풍무점
- 넘버원리치안오피스텔
- 아도니스의꿈오피스텔
- 풍무SD세븐팰리스오피스텔
- 김포도매문구백화점
- 테라스테이오피스텔
- 김포길훈4차아파트
- 다이소 김포풍무로점
- 삼성전자서비스 김포센터